# Манголе
Манголе (индон. Pulau Mangole; Сула-Манголи; ранее Ксулла-Мангола) — крупный остров в составе островов Сула, которые являются частью Молуккских островов в Индонезии. Расположен к востоку от острова Талиабу и к северу от острова Санана. По переписи 2010 года, на острове проживало 36323 человек. В экономике острова доминирует лесная промышленность.